# 주니어 브리지먼

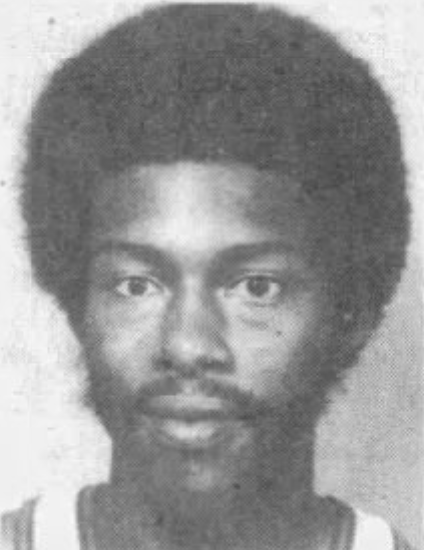

주니어 브리지먼(Junior Bridgeman, 본명: 율리시스 리 "주니어" 브리지먼, 1953년 9월 17일 ~ 2025년 3월 11일)은 미국의 프로 농구 선수이자 사업가였다. 브리지먼은 1975년부터 1987년까지 밀워키 벅스와 로스앤젤레스 클리퍼스에서 NBA(전미 농구 협회)에서 뛰었다. 브리지먼은 선수 생활을 마친 후 에버니와 제트 잡지를 소유했다. NBA 선수 생활 동안 한 시즌에 35만 달러 이상을 번 적이 없었지만 브리지먼은 14억 달러가 넘는 순자산을 보유하여 세계에서 가장 부유한 전직 운동선수 중 한 명이 되었다.

## 어린 시절
율리시스 리 브리지먼 주니어는 인디애나주 이스트 시카고에서 율리시스 리 브리지먼의 딸로 태어났다. 그는 워싱턴 고등학교에 다녔고 1971년 농구 팀의 일원이었으며, 팀은 무패(29-0)를 기록하고 인디애나주 고등학교 농구 챔피언십에서 우승했다. 그의 팀 동료로는 동생 샘, 피트 트르고비치, 팀 스토다드가 있다.